# 六合開発区駅
六合開発区駅（りくごうかいはつくえき）は、中華人民共和国江蘇省南京市六合区六合大道、白果東路と農場河路の交差点の南側にある、南京地下鉄S8号線の駅である。

## 駅名
駅名については、事業着手当初は南京地下鉄集団は「長蘆駅」の仮称を用いており、開業前に駅名が「六合開発区駅」に決定したことが発表された。

## 歴史
- 2014年8月1日S8号線の駅として開業。

## 駅構造

### のりば
| 番線 | 路線             | 方面                                          | 行先          |
| ---- | ---------------- | --------------------------------------------- | ------------- |
|      | 南京地下鉄S8号線 | 卸甲甸・高新開発区・長江大橋北・柳洲南路 方面 | 浦口公園 行き |
|      | 南京地下鉄S8号線 | 雄州・鳳凰山公園・金牛湖 方面                 | 天長 行き     |

### 改札・出入口
- 1号出入口：寧六路

## 駅周辺
- 竜池初級中学
- 江北機動車検測センター

## 隣の駅
南京地下鉄
■S8号線
化工園駅- 六合開発区駅-竜池駅